# Phaeochrous usambarae
Phaeochrous usambarae is een keversoort uit de familie Hybosoridae. De wetenschappelijke naam van de soort is voor het eerst geldig gepubliceerd in 1928 door Burgeon.